# Національна республіканська партія (США)
 Не плутати з сучасною Республіканською партією США.
Національна республіканська партія (англ. National Republican Party) — політична партія США, що існувала з 1825 по 1833 роки.
Партія утворилася внаслідок розпаду Демократично-республіканської партії Томаса Джефферсона. Після виборів 1824 року єдина в той час партія стала втрачати свою структуру та ідентичність, припинилися збори з висунення кандидатів. У результаті виникли фракції прихильників Джона Квінсі Адамса та Ендрю Джексона. Перша фракція еволюціонувала в Національну республіканську партію, а прихильники Джексона утворили сучасну Демократичну партію.
Після поразки Джона Квінсі Адамса на виборах 1828 року більшість його прихильників перейшли до анти-джексоністам під керівництвом Генрі Клея. Їх поєднував той же націоналістичний підхід та бажання використовувати національні багатства для створення сильної економіки. платформою Національної республіканської партії була Американська система Клея національно-фінансуються внутрішніх поліпшень та протекціоністські тарифи, які повинні були б прискорювати економічний розвиток. Крім цього, пов'язуючи інтереси різних регіонів країни, партія мала намір розвивати національне єдність та гармонію. Національні республіканці бачили Сполучені Штати як органічне ціле. Вони ідеалізували національний інтерес та критикували т.зв. «Партійних» політиків, які виступали за місцеві інтереси за рахунок національних.
1831 року партія висунула Клея кандидатом у президенти, а Джона Сержанта — у віце-президенти. Після поразки на виборах 1832 року партія увійшла до коаліції з Анти-масонської партією та іншими фракціями, утворивши Партію Вігів.